# Juntos Podemos Más
Juntos PODEMOS Más ("Uniti possiamo di più") o solo Juntos PODEMOS, è stata una coalizione politica di sinistra formatasi in Cile il 13 dicembre 2003 in seguito alla campagna "Il Cile dice no alla guerra".
La parola PODEMOS è anche l'acronimo di POder DEMOcrático Social.
I due partiti più grossi che ne fanno parte sono il Partido Humanista e il Partito Comunista del Cile. Altre forze politiche rilevanti sono il Movimento di Sinistra Rivoluzionaria e Sinistra Cristiana del Cile. Inoltre, fanno parte del PODEMOS molte organizzazioni sindacali e associazioni di base.
Alle elezioni amministrative del 2004 ha ottenuto mezzo milione di voti, circa il 10% dei consensi. Si presenterà alle elezioni presidenziali del dicembre 2005, ha candidato il segretario del Partido Humanista Tomás Hirsch che ha ottenuto il 5,5% dei voti.
Si contrapponeva sia al centrodestra sia al centrosinistra rappresentato dalla Concertation, rivendicando una politica di netta opposizione al neoliberismo, alla guerra, alla violenza, e di difesa dei diritti sociali primari, come la salute e l'educazione.
La coalizione si è sciolta de facto nel 2011.